# Tallow
Tallow (iriska: Tulach an Iarainn) är en ort i republiken Irland.   Den ligger i grevskapet Waterford och provinsen Munster, i den södra delen av landet, 180 km sydväst om huvudstaden Dublin. Tallow ligger 15 meter över havet och antalet invånare är 962.
Terrängen runt Tallow är platt åt sydost, men åt nordväst är den kuperad. Tallow ligger nere i en dal.Runt Tallow är det glesbefolkat, med 9 invånare per kvadratkilometer. Närmaste större samhälle är Fermoy, 18,9 km väster om Tallow. Trakten runt Tallow består i huvudsak av gräsmarker.